# La gazzetta
La gazzetta è un'opera buffa di Gioachino Rossini, andata in scena il 26 settembre 1816 al Teatro dei Fiorentini di Napoli.
Il poeta Giuseppe Palomba ricavò il libretto da Il matrimonio per concorso di Carlo Goldoni, sfruttando la precedente riduzione librettistica di Gaetano Rossi per la musica di Giuseppe Mosca (Avviso al pubblico, Milano, Scala, 1814). A sua volta, il libretto di Palomba fu rivisto da Andrea Leone Tottola.
Alcuni brani furono ricavati da Il turco in Italia e da La pietra del paragone. A loro volta, alcuni brani della Gazzetta, tra cui la sinfonia, furono trapiantati nella Cenerentola.
In epoca moderna, l'opera è stata messa in scena al ROF di Pesaro nel 2001, con Stefania Bonfadelli, Pietro Spagnoli e Bruno Praticò, e con la regia di Dario Fo.
Nel 2011, negli Archivi della Collezione del Conservatorio di Palermo è stata ritrovata la musica del quintetto dell'Atto Primo, considerata perduta. La prima rappresentazione critica dell'opera, a cura di Philip Gossett, è avvenuta nel 2013, al New England Conservatory, a cui sono seguite le repliche del 2014 a Liegi e il ritorno nel 2015 al ROF.

## Cast della prima assoluta
| Ruolo           | Registro vocale | Interprete         |
| --------------- | --------------- | ------------------ |
| Don Pomponio    | basso           | Carlo Casaccia     |
| Lisetta         | soprano         | Margherita Chabran |
| Filippo         | baritono        | Felice Pellegrini  |
| Doralice        | mezzosoprano    | Francesca Cardini  |
| Anselmo         | basso           | Giovanni Pace      |
| Alberto         | tenore          | Alberico Curioni   |
| Madama La Rose  | mezzosoprano    | Maria Manzi        |
| Monsù Traversen | baritono        | Francesco Sparano  |

## Trama
L'opera è ambientata a Parigi, nei pressi della locanda di Filippo. 

Don Pomponio, nobile napoletano, volendo far sposare la figlia con un nobile del luogo, pubblica sulla gazzetta un annuncio con cui spera di trovare qualche pretendente alla mano della figlia; la notizia desta ilarità e confusione, soprattutto perché Lisetta è già segretamente impegnata col locandiere Filippo. A complicare la faccenda è il conte Alberto, in cerca di moglie, che sulle prime chiede a Pomponio di maritare la figlia, come scritto sul giornale, e poi si innamora della giovane Doralice (che però è stata promessa dal padre Anselmo a Monsieur Traversen). 

La vicenda si complica ulteriormente: per evitare che la tresca tra lui e Lisetta si scopra, Filippo s'inventa di essere sposato con Madama la Rose, scatenando la gelosia di Lisetta; il conte Alberto smania di gelosia per Doralice; Filippo si presenta come un quacchero a don Pomponio per sposare Lisetta, ma lei, ancora gelosa, rifiuta la sua mano. Dopo rappacificazioni, duelli e una caotica festa in maschera, la verità viene a galla, e Anselmo e Pomponio si vedono costretti ad acconsentire alle due nozze.

## Struttura dell'opera
- Sinfonia (ripresa poi ne La Cenerentola)

### Atto I
- 1 Introduzione Chi cerca il piacere (Coro, Alberto, Madama, Traversen; parzialmente ripresa da Torvaldo e Dorliska)
- 2 Cavatina Co' 'sta grazia e 'sta portata (Pomponio; parzialmente ripresa da La Scala di Seta)
- 3 Quartetto Mio signore! (Traversen, Pomponio, Madama, Alberto)
- 4 Aria Presto, dico (Lisetta; ripresa di un'aria alternativa de Il turco in Italia)
- 5 Quintetto Già nel capo un giramento (Lisetta, Pomponio, Alberto, Doralice, Filippo; la parte finale è la ripresa del Finale Mi par d'esser con la testa de Il barbiere di Siviglia)
- 6 Aria Ah, se spiegar potessi (Doralice)
- 7 Duetto Pe' da' gusto alla signora (Pomponio, Lisetta; ripresa del duetto Per piacere alla signora de Il turco in Italia)
- 8 Finale primo Bondì, te pater (Filippo, Coro, Pomponio, Lisetta, Alberto, Doralice, Madama, Traversen, Anselmo; parzialmente ripreso da Torvaldo e Dorliska)

### Atto II
- 9 Aria Sempre in amore (Madama)
- 10 Duetto In bosco ombroso e folto (Filippo, Lisetta)
- 11 Recitativo ed aria O lusinghiero amor (Alberto)
- 12 Terzetto Primmo fra voi coll'armi (Pomponio, Alberto, Filippo; ripresa del terzetto de La pietra del paragone)
- 13 Scena ed aria Eroi più galanti (Lisetta)
- 14 Aria Quando la fama altera (Filippo)
- 15 Coro Amor la danza mova (ripreso da Il turco in Italia)
- 16 Quintetto Oh, vedite ch'accidente! (ripreso dal quintetto Oh! Guardate che accidente de Il turco in Italia)
- 17 Finale secondo Caro padre (Doralice, Alberto, Anselmo, Lisetta, Filippo, Pomponio, Madama, Traversen)

## Discografia
| Anno | Cast (Pomponio, Lisetta, Filippo, Alberto)                             | Direttore             | Etichetta     |
| ---- | ---------------------------------------------------------------------- | --------------------- | ------------- |
| 1960 | Italo Tajo, Angelica Tuccari, Mario Borriello, Agostino Lazzari        | Franco Caracciolo     | Opera D'Oro   |
| 1977 | Mario Chiappi, Eva Czapò, Giancarlo Ceccarini, Giuseppe Baratti        | Bruno Rigacci         | Nuova Era     |
| 1987 | Franco Federici, Gabriella Morigi, Armando Ariostini, Paolo Barbacini  | Fabio Luisi           | Bongiovanni   |
| 2007 | Marco Cristarella, Judith Gautier, Giulio Mastrototaro, Michael Spyres | Christopher Frankling | Naxos Records |

## Registrazioni video
| Anno | Cast (Pomponio, Lisetta, Filippo, Alberto)                    | Direttore          | Etichetta |
| ---- | ------------------------------------------------------------- | ------------------ | --------- |
| 2005 | Bruno Praticò, Cinzia Forte, Pietro Spagnoli, Charles Workman | Maurizio Barbacini | Opus Arte |